# Ivan Kosovel
Ivan Kosovel [ívan kosovél], znan tudi pod psevdonimoma Sergente in Borodin, slovenski komunist in narodni heroj Jugoslavije, * 19. junij 1912, Selo, Ajdovščina, † 7. marec 1943, Vrtovin.
Rodil se je v kmečko družino očetu Ivanu in materi Mariji, rojeni Rebek. Ko se je izučil za zidarja, je leta 1929 pobegnil v Jugoslavijo, kjer je delal po različnih mestih v Sloveniji, na Hrvaškem in v Črni gori. Leta 1934 je vstopil v Komunistično partijo Jugoslavije in tam kot aktivist organiziral več delavskih stavk. Leta 1938 je bil zaradi svojega delovanja izgnan na Madžarsko, od tam pa so ga izgnali v Avstrijo. Leta 1939 je bil vpoklican v italijansko vojsko, kjer je začel služiti vojaški rok. Konec leta 1941 je med dopustom spoznal nekaj partizanov, zaradi česar se je odločil, da se bo pridružil NOB. Spomladi 1942 je pobegni iz vojske in se ilegalno vrnil v Jugoslavijo, kjer se je pridružil osvobodilnemu gibanju. Kmalu je napredoval v člana okrožnega odbora OF in okrožnega komiteja KPS za Vipavsko.
7. marca 1943 so, domnevno zaradi izdaje, italijani napadli hišo, v kateri je ilegalno deloval. Tik pred italijanskim vpadom je storil samomor, da ne bi prišel nasprotniku živ v roke. Leta 1951 je bila na hišo postavljena spominska plošča, leta 1953 pa je bil razglašen za narodnega heroja Jugoslavije.